# Resolución 1096 del Consejo de Seguridad de las Naciones Unidas
La resolución 1096 del Consejo de Seguridad de las Naciones Unidas, adoptada por unanimidad el 30 de enero de 1997, tras reafirmar todas las resoluciones sobre Georgia, en particular la resolución 1065 (1996), el Consejo abordó la situación actual y extendió el mandato de la Misión de Observadores de las Naciones Unidas en Georgia (UNOMIG) hasta el 31 de julio de 1997.
Al Consejo de Seguridad le seguía preocupando que Georgia y Abjasia no hubieran resuelto el conflicto, en particular debido a la posición adoptada por la parte abjasia. Tras señalar la apertura de la Oficina de Derechos Humanos en Abjasia (establecida en la Resolución 1077 (1996), se instó al respeto de los derechos humanos. Ambas partes habían violado el Acuerdo de Alto al Fuego y Separación de Fuerzas firmado en Moscú en 1994, y había grupos armados operando al sur del río Inguri y fuera del control del Gobierno de Georgia . Mientras tanto, la situación en la región de Gali siguió deteriorándose. Se amplió la fuerza de mantenimiento de la paz de la Comunidad de Estados Independientes (CEI), que también opera en el país, y se prorrogó su mandato hasta el 31 de enero de 1997. 
La situación en Georgia estaba en un punto muerto y no hubo una solución general del conflicto, mientras que se subrayó la inaceptabilidad de la posición de Abjasia y las elecciones parlamentarias de 1996. A este respecto, se acogió con satisfacción la intención del Secretario General Kofi Annan de fortalecer el papel de las Naciones Unidas en el proceso de paz. Se pidió a ambas partes que avanzaran en las negociaciones y el Consejo de Seguridad acogió con satisfacción la reanudación de las conversaciones de alto nivel entre ambas partes.
Luego, la resolución abordó la situación que afecta a los refugiados que regresan a Abjasia. Se condenaron las continuas obstrucciones de este proceso y los intentos de vincularlo con la condición política de Abjasia, junto con los cambios demográficos resultantes del conflicto, y se reafirmó el derecho de todos los refugiados y personas desplazadas a regresar. Además, el Consejo de Seguridad condenó toda la violencia étnica y la colocación de minas terrestres y pidió a ambas partes que garantizaran la seguridad y la libertad de circulación de la UNOMIG, las fuerzas de mantenimiento de la paz de la CEI y las organizaciones humanitarias internacionales.
Finalmente, se solicitó al Secretario General que informara al Consejo tres meses después de la adopción de la Resolución 1096 sobre la situación en Abjasia y las operaciones de la UNOMIG, incluida una revisión de su futuro.